# Sara Evans
Sara Lynn Evans (Boonville, Misuri; 5 de febrero de 1971) es una cantante y compositora estadounidense de música country, que ha pasado la mayor parte de su carrera en RCA Records Nashville. Evans hizo su debut con el álbum Three Chords and the Truth, sin embargo no se produjo en el Top 40 de los mejores álbumes country.  
En 1998 sacó su segundo álbum llamado No Place That Far. En 2000 sacó su tercer álbum nombrado Born to Fly. En 2003 hizo su cuarto álbum llamándolo Restless. Y en 2005 hizo su quinto y último álbum llamado Real Fine Place, con el que ganó un disco de oro por Recording Industry Association of America, mientras que los otros tres ganaron un disco de platino. 
En 2007 sus hits You'll Always Be My Baby y As If fueron incluidos en los 15 mejores hits. En 2011 su hit A Little Bit Stronger, fue enumerado como el n.º 5 de los mejores hits que fue coescrito por Hillary Scott. Evans también ganó premios de la revista Billboard.

## Carrera

### 1971-1999: Primeros años y primeros álbumes
Evans nació el 5 de febrero de 1971 en Bonville (Misuri) de ascendencia británica, india, irlandesa y galesa. Se crio en una granja, siendo la mayor de siete hermanos. Con tan solo cinco años ya cantaba en la banda de su familia los fines de semana. A los ocho años fue atropellada por un coche y sus piernas sufrieron fracturas muy dolorosas. Después de varios meses en silla de ruedas, volvió a la música. A los dieciséis años de edad comenzó a actuar en un Club nocturno en Columbia, que terminó a los dieciocho. En 1991 se mudó a Nashville, Tennessee junto a su familia para poder triunfar en la música country donde conoció a Craig Schelske y dejó Tennessee para mudarse a Oregón con su entonces pareja, con quién se casó en 1993.
En 1995 regresó Tennessee y comenzó a grabar hits. Fue cuando el compositor Harland Howar le escuchó y le decidió ayudar con su trayectoria musical, haciéndole firmar un contrato con RCA Records Nashville. En 1997 lanzó su primer álbum para RCA Three Cords and the Truth, sin embargo ninguno de sus tres singles llegó al TOP 40 de las mejores canciones country. En 1998 Evans lanzó su segundo álbum No place thath Far, y el sencillo Cryin' Game si llegó al TOP 40 y en marzo de 1999 su segundo sencillo fue el n.º 1 en la mejor canción de las mejores canciones country. Y finalmente fue certificado disco de oro por la Recording Industry Association of America.

### 2000-2004: The Born Fly y nuevos álbumes
El tercer álbum de estudio de Evans, Born to Fly, fue lanzado el 10 de octubre de 2000. Recibió ofertas de contrato de varias discográficas, sin embargo declinó todas ya que trajo un sonido diferente a su música. Born to Fly, que fue lanzado como el primer sencillo, fue un éxito introduciéndose como el N.º 1 de la lista de las Mejores Canciones country. Los dos primeros singles pudieron llegar al Top 10, y el último se convirtió en Top 20 y Platino por la RIAA en 2004. En 2001, Evans fue la artista más nominada en los Country Music Association con siete nominaciones en total, y ganó su primer premio CMA cuando Born to Fly, ganó el premio al video del año.
El 19 de agosto de 2003 lanzó su cuarto álbum de estudio llamado Restless. El primer sencillo del álbum, Backseat of a Greyhound Bus, fue un éxito entrando en el Top 20 en la tabla de las Mejores Canciones country. El álbum debutó en el puesto n.º 3 del Top Country Albums y en el puesto nº20 del Billboard 200. En la primera semana de ventas obtuvo más de 40.000 copias. Perfect, el segundo sencillo del álbum, fue N.º 2 en las listas de country. Sin embargo, el tercer sencillo del álbum, Suds in the Bucket, fue el sencillo de Sara Evans más exitoso, y se convirtió en el n.º 3 de Las mejores canciones country y también fue el n.º 5 en el Top 40 en el Billboard Hot 100. Además, fue el primer sencillo de oro certificado por la RIAA de Evans. Finalmente el cuarto y último sencillo del álbum, Tonigh", no logró alcanzar el Top 40. El álbum Restless recibió una nominación de The Academy of Music Country 2005.

### 2005-2008: Éxito de Real Fine Place y grandes hits
Finalmente sacó el quinto y último álbum de estudio desde entonces de Evans, Real Fine Place, que fue lanzado el 4 de octubre de 2005. El primer sencillo del álbum, A real Fine Place to Start alcanzó ser el n.º 1 en la lista de Las Mejores Canciones country en 2005, así como alcanzar el Top 40 del Billboard Hot 100. Fue certificado disco de oro por la RIAA. El álbum vendió 130.000 copias en su primera semana, lo que le permitió debutar en el N.º 1 en el Billboard Top Country Albums. Además Cheatin fue lanzado como el segundo sencillo del Real Fine Place y se convirtió en un Top 10 hit en Estados Unidos, alcanzando el N.º 9 en Las Mejores Canciones country. El álbum produjo otros dos sencillos gráfico en Coalmine y You Always my baby fue un hit en el Top 15. Evans publicó un libro, que coincidió con el cuarto sencillo del álbum. Fue escrito por Evans, Tony Martin y Tom Shapiro, y se tituló You Always My Baby.
El 6 de diciembre de 2005, Evans publicó el álbum recopilatorio Feels Like Home a través de Cracker Barrel. El álbum incluye una versión en vivo de "Born to Fly" y una versión acústica de "No Place That Far". En 2006, Evans lanzó otro álbum recopilatorio, siempre allí a través de Hallmar para el Día de la Madre. El álbum contó con seis de sus canciones favoritas, incluyendo una versión en vivo de "Suds in the Bucket" y una versión acústica de "Born to Fly", así como dos nuevas canciones: "You Always My Baby" y "Brooklyn y Austin".
El 23 de mayo de 2006, Evans apareció en Las Vegas, donde ganó su primer ACM como Mejor Vocalista Femenina. R&R también anunció a Evans como Mejor Vocalista Femenina del Año en la encuesta a sus 2006 fanes. El 9 de octubre de 2007, Evans lanzó su primer hit de colección que cuenta con cuatro nuevas canciones, incluyendo el primer hit, que fue un éxito de Top 15 en las listas de country. El 15 de octubre de 2007 se anunció que Evans sería la presentadora de la 41 edición de los Premios CMA.
Evans también mostró apoyo a Texas y al congresista Ron Paul en la elección presidencial de 2008 y fue el cabeza de cartel, el 2 de septiembre de 2008 en Minneapolis, Minnesota, el mismo día de la Convención Nacional Republicana. Evans también se convirtió en un portavoz de la Asociación Nacional de Anorexia. El sencillo "Low" fue lanzado el 29 de septiembre de 2008, para promover Billy: The Early Years. La canción apareció en la banda sonora de varias películas. "Low" debutó y alcanzó su punto máximo en los Estados Unidos el 12 de octubre de 2008.

### 2009-2011: Debut como escritora y Feels Just Like a Love Song
El 5 de enero de 2010 debutó oficialmente como escritora con su libro The Sweet By and By. Más tarde creó su cuatro libro firmado con Thomas Nelson Fiction. El segundo libro, Softly and Tenderly, fue publicado el 14 de enero de 2011 y el tercero, Love Lifted Me, que fue publicado el 3 de enero de 2012. 
Evans dijo en un vídeo anuncio a su club de fanes el 23 de diciembre de 2008, que estaba trabajando con su hermano Matt Evans y el productor Nathan Chapman en su sexto álbum de estudio. "Feels Just Like a Love Song", que fue lanzado el 20 de julio de 2009. La canción debutó y alcanzó el puesto número 59 en los Billboard Hot Country Songs de EE. UU., después de pasar dos semanas en la lista, que se cayó. Fue pensado como el primer sencillo-off al sexto álbum de estudio de Evans, más fuerte, pero más tarde fue cortado de la lista final de pista. En 2009, ABC Daytime y Soapnet patrocinó una gira, encabezada por Evans, que contó con las actuaciones durante todo el verano. Además, los artistas hicieron apariciones en sus shows. Evans participó en actuaciones en las redes, así como campañas intersticiales en el aire y promociones en línea. 
Evans cantó en la final de la temporada 12 de la serie de televisión estadounidense de la ABC Dancing with the Stars el 24 de mayo de 2011. "A Little Bit Stronger" se convirtió en el primer disco de platino certificado solo por la RIAA. My heart Can't Tell You No fue lanzado como el segundo sencillo el 20 de junio de 2011. En última instancia, alcanzó el Nº21 en enero de 2012. "Anywhere" fue lanzado como tercer sencillo oficial del álbum el 23 de julio de 2012.

### 2012-presente: Nuevo álbum
Sara comenzó los preparativos para su séptimo álbum de estudio en el verano de 2012 y entró en el estudio de grabación a principios de noviembre de 2012.

## Otros trabajos
En abril de 2004, Evans apareció como invitada especial en Nashville Star. Apareció en el concurso Million Dollar Password en junio de 2008. En septiembre de 2006, Evans comenzó a competir con otras celebridades en la tercera temporada del programa de la ABC Dancing with the Stars con su compañero Tony Dovolani. Evans lanzó un nuevo sitio web para proporcionar su material de detrás de las cámaras de su participación en el programa. Evans fue la primera cantante de música country en participar en televisión. Sin embargo, optó por retirarse de la competencia debido a su divorcio.
Además en 2006, Evans fue la estrella invitada en el programa de televisión de Jeff Foxworthy, Foxworthy's Big Night Out. Evans hizo una aparición para juzgar en HGTV Design Star en el que ella eligió cuál de las dos habitaciones en el Gaylord Opryland Resort & Convention Center era más parecido a su propio estilo, estrenándose el 6 de julio de 2008. En octubre de 2008, Evans también fue a la sede de una organización de caridad para recaudar fondos de patinaje de "Patinando por la Vida", para su nuevo videoclip. 
En junio de 2011, Evans apareció en Flatts Fest 2011 Tour con Rascal Flatts, Justin Moore y Easton Corbin.  Evans también cantó el Himno Nacional en el Juego 2 de las Finales de la NBA 2012. En 2012, Evans hizo una aparición en Kingsland, GA a.k.a Lovetown USA. Este episodio fue emitido el lunes, 17 de septiembre de 2012.

## Vida personal
El 25 de septiembre de 1993 Evans se casó con Craig Schelske, un político con el que tuvo su primera hija Avery Jack, el 21 de agosto de 1999. El 22 de enero de 2003 tuvo a su segunda hija Olivia Margaret y finalmente el 6 de octubre de 2004 a Audrey Elizabeth Schelske. En septiembre de 2007 se divorció de Schelske por serle infiel numerosas veces.
El 14 de junio de 2008, Evans se casó con Jay Baker, exjugador de fútbol americano en Franklin, Tennessee. Actualmente reside en Alabama con sus tres hijos y su actual marido.

## Premios y nominaciones
| Año  | Premio                           | Categoría                                                             | Resultado |
| ---- | -------------------------------- | --------------------------------------------------------------------- | --------- |
| 1997 | Billboard Music Video Awards     | Best Country New Artist Video of the Year                             | Ganador   |
| 1999 | Country Music Association Awards | Vocal Event of the Year                                               | Nominado  |
| 1999 | Country Music Association Awards | Horizon Award                                                         | Nominado  |
| 2000 | Country Music Association Awards | Horizon Award                                                         | Nominado  |
| 2001 | Country Music Association Awards | Video of the Year for "Born to Fly"                                   | Ganador   |
| 2001 | Country Music Association Awards | Single of the Year for "Born to Fly"                                  | Nominado  |
| 2001 | Country Music Association Awards | Song of the Year for "Born to Fly"                                    | Nominado  |
| 2001 | Country Music Association Awards | Album of the Year for Born to Fly                                     | Nominado  |
| 2001 | Country Music Association Awards | Female Vocalist of the Year                                           | Nominado  |
| 2002 | Academy of Country Music Awards  | Top Female Vocalist                                                   | Nominado  |
| 2002 | Country Music Association Awards | Female Vocalist of the Year                                           | Nominado  |
| 2004 | Country Music Association Awards | Female Vocalist of the Year                                           | Nominado  |
| 2004 | CMT Flameworthy Awards           | Female Video of the Year for "Perfect"                                | Nominado  |
| 2004 | BMI Country Awards               | 50 Most Performed Country Songs Award for "Perfect"                   | Ganador   |
| 2005 | CMT Music Awards                 | Hottest Video of the Year for "Suds in the Bucket"                    | Nominado  |
| 2005 | Academy of Country Music Awards  | Top Female Vocalist                                                   | Nominado  |
| 2005 | Academy of Country Music Awards  | Album of the Year for Restless                                        | Nominado  |
| 2005 | Country Music Association Awards | Musical Event of the Year for "New Again" (with Brad Paisley)         | Nominado  |
| 2005 | Country Music Association Awards | Female Vocalist of the Year                                           | Nominado  |
| 2006 | CMT Music Awards                 | Female Video of the Year for "A Real Fine Place To Start"             | Nominado  |
| 2006 | R&R                              | Female Vocalist of the Year                                           | Nominado  |
| 2006 | Academy of Country Music Awards  | Top Female Vocalist                                                   | Ganador   |
| 2006 | Country Music Association Awards | Female Vocalist of the Year                                           | Nominado  |
| 2007 | CMT Music Awards                 | Female Video of the Year for "You'll Always Be My Baby"               | Nominado  |
| 2007 | BMI Country Awards               | 50 Most Performed Country Songs Award for "You'll Always Be My Baby"  | Nominado  |
| 2008 | BMI Country Awards               | 50 Most Performed Country Songs for "As If"                           | Ganador   |
| 2010 | Dove Awards                      | Special Event Album for Glory Revealed II: The Word of God In Worship | Ganador   |
| 2011 | CMT Music Awards                 | Female Video of the Year for "A Little Bit Stronger"                  | Nominado  |
| 2011 | Country Music Association Awards | Female Vocalist of the Year                                           | Nominado  |
| 2011 | Country Music Association Awards | Single of the Year for "A Little Bit Stronger"                        | Nominado  |
| 2011 | American Music Awards            | Favorite Country Female Artist                                        | Nominado  |
| 2011 | American Country Awards          | Single by a Female Artist for "A Little Bit Stronger"                 | Nominado  |

## Discografía

### Álbumes de estudio
- 1997: Three Chords and the Truth
- 1998: No Place That Far
- 2000: Born to Fly
- 2003: Restless
- 2005: Real Fine Place
- 2011: Stronger
- 2014: Slow Me Down
- 2014: At Christmas
- 2017: Words
- 2020: Copy That
- 2024: Unbroke

### Álbumes recopilatorios
- - 2005: Feels Like Home
  - 2005: Always There
  - 2007: Greatest Hits
  - 2013: Playlist: The Very Best of Sara Evans